# Jugoslovanska hokejska liga 1966/67
Sezona 1966/67 jugoslovanske hokejske lige je bila štiriindvajseta sezona jugoslovanskega prvenstva v hokeju na ledu. Naslov jugoslovanskega prvaka so enajstič osvojili hokejisti slovenskega kluba HK Jesenice. 

## Končni vrstni red
1. HK Jesenice
2. HK Kranjska Gora
3. KHL Medveščak
4. HK Olimpija Ljubljana
5. HK Partizan Beograd
6. OHK Beograd
7. KHL Mladost Zagreb
8. HK Crvena Zvezda